# 爱德华·吉本
爱德华·吉朋（英語：Edward Gibbon，1737年5月8日—1794年1月16日），英国历史学家、議員，著有《罗马帝国衰亡史》。

## 生平
吉本出生于伦敦附近的普特尼，父亲愛德華·艾略特為英国下议院議员。身為家中獨子的吉本在10岁喪母後由姑母抚养，體弱的他很快喜欢上了閱讀。日後在回憶錄中，吉本提及早在年少時期就发现历史是自己“特有的粮食”。
1752年，14岁的吉本被父亲送往牛津進學，並在15歲之前就考取了牛津大学莫德林学院。但父亲后来发现他对天主教感兴趣，考慮到当时英国上流社會對天主教徒的排挤，吉本被送往瑞士洛桑，改由一位基督教新教导师指導。吉本在洛桑期间参加过伏尔泰的聚会並学会了法语，他开始用法语写作其第一部作品《论文学研究》，該書於1761年正式出版。
1758年，吉本留學回国後擔任了两年军官，同时博览群书。此時的他受伏尔泰的影响已改变了宗教觀，並未信仰特定宗教。1763年，吉本前往欧洲大陆壯遊，在巴黎他结识了《百科全書》的主編狄德罗。隔年在遊歷了罗马废墟後，吉本开始有写作罗马帝国史的念头。
1770年，吉本父亲去世，他回伦敦开始经商，并於1774年接替父親在下議院的席位。此時期他开始写作罗马帝國史，並經常出入上流社会的俱乐部。
1776年，《罗马帝国衰亡史》第一卷出版，該書問世後旋即取得熱議，然而吉本在書中对早期基督教历史如实的敘述受到部分人士的猛烈抨擊。針對這些質疑，他在1779年專門寫了一篇《羅馬帝國衰亡史第十五章和十六章若干文段的答辯》作為回應。1781年，《罗马帝国衰亡史》第二、三卷出版。1782年吉本遷居洛桑，继续书写后三卷羅馬史，直至1787年写完最后一章後他才回到英国。
1788年，吉本將所有手稿全部整理出版，其中包含许多详尽的考证，全書中共使用超過八千個以上註腳，引證到的近代古典學者人數多達四百零九人。。此套羅馬史受到如亞當·福格森、霍勒斯·渥波爾等各界名士的赞扬。他的好友亞當·斯密曾致函說：“凡我認識的品學兼具之人都一致同意，正是這本書使您成為當今歐洲文學界的領導標杆。”1788年11月，吉本被提名為皇家學會的一員，此後他再次移居洛桑书写《我的作品和生活回忆录》，直至1793年才返回英国，不久後即在伦敦家中去世。

## 著作
- 《論文學研究》（法文，1761年）
- 《羅馬帝國衰亡史》（卷I，1776年；卷II和III，1781年；卷IV，V，和VI，1788年）
- 《羅馬帝國衰亡史中第15章和16章某些段落的考證》（1779年）
- 《對法國法庭報告回答的證明訴狀》（法文，1779年）
- 《我的作品和生活回憶錄》（1794年）
- 《基督教與羅馬之陷落》

## 研究書目
- 汪榮祖：《史學九章》（北京：三聯書店，2006），第一章，「吉本及其不朽的《羅馬帝國衰亡史》」，頁37-62。